# Smrečany

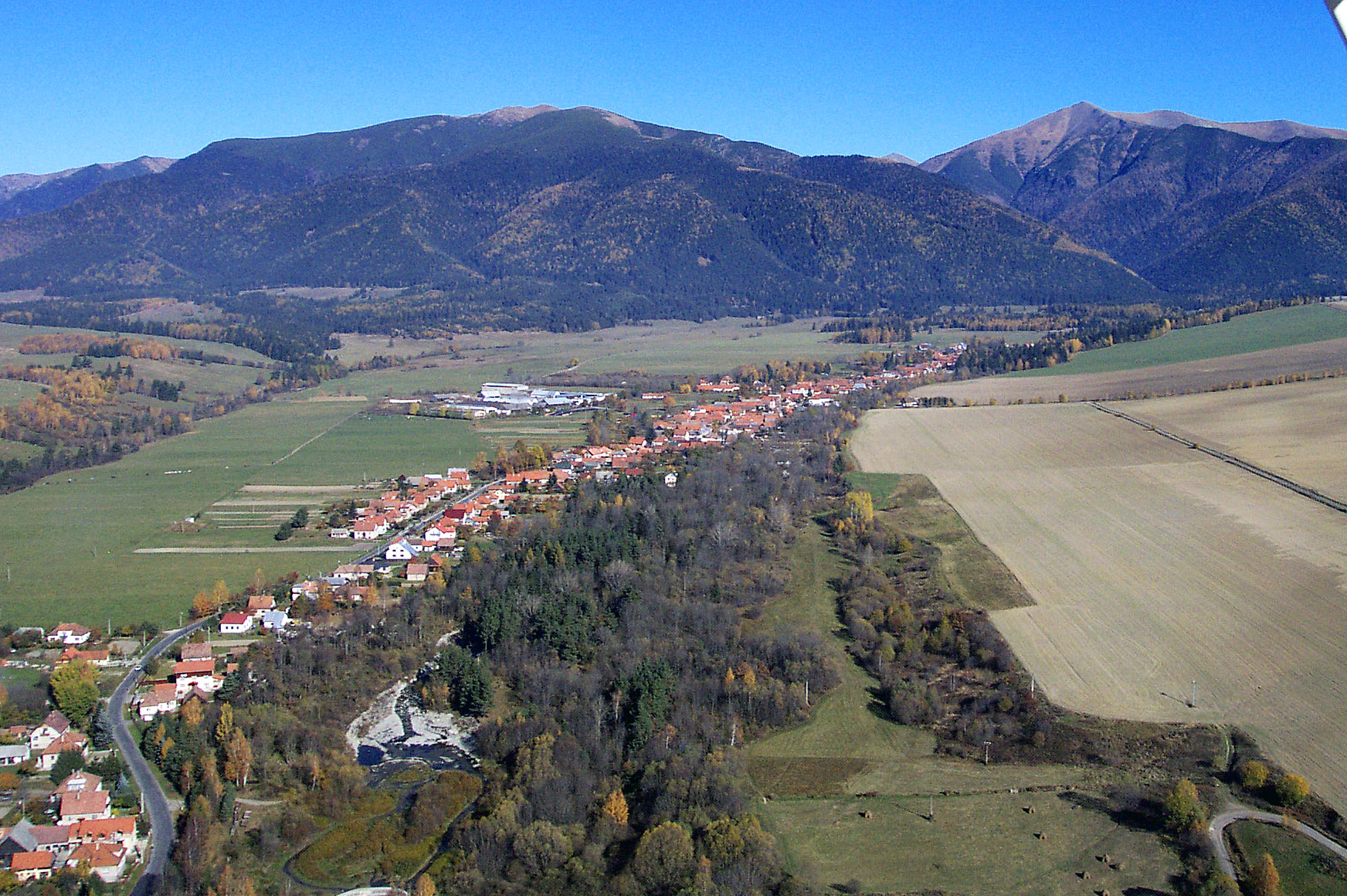
Smrečany

Smrečany (Hongaars: Szmrecsán) is een Slowaakse gemeente in de regio Žilina, en maakt deel uit van het district Liptovský Mikuláš.
Smrečany telt 635 inwoners.